# Damageplan
Damageplan (originalmente New Found Power) foi uma banda de heavy metal estadunidense, demonstrando o som groove metal do guitarrista Dimebag Darrell e do baterista Vinnie Paul quando tocavam no Pantera, mais notadamente no álbum Vulgar Display of Power.
O fim da banda deu-se em 2004, em um dos primeiros shows do lançamento do álbum "New Found Power" (relembrando o nome original da banda), causado pelo assassinato do guitarrista Dimebag Darrell. Durante o show em 8 de dezembro, Nathan Gale, um fã da banda Pantera (de Dimebag e Vinnie), que o culpava pelo fim da banda, disparou vários tiros contra o guitarrista, o que culminou com a morte de Dimebag e mais três pessoas, selando o fim do Damageplan.
Após o assassinato do irmão, Vinnie Paul fundou sua gravadora, a BVR (Big Vin Records), onde trabalhou até sua morte em 2018, devido a um ataque cardíaco.

## Integrantes
Última formação
- Vinnie Paul – bateria (2003–2004; falecido em 2018)
- Dimebag Darrell – guitarra, vocais de apoio (2003–2004; morreu aos 38 anos de idade após levar tiros durante um show da banda em 8 de dezembro de 2004)
- Pat Lachman – vocais (2003–2004)
- Bob Zilla – baixo, vocais de apoio (2003–2004)

Ex-integrantes
- Shawn Matthews – baixo, vocais de apoio (2003)

## Discografia
- 2004 - New Found Power

### Singles
| Ano                        | Título               | US Main | Álbum           |
| -------------------------- | -------------------- | ------- | --------------- |
| 2004                       | "Save Me"            | 16      | New Found Power |
| 2004                       | "Breathing New Life" | —       | New Found Power |
| 2004                       | "Explode"            | —       | New Found Power |
| 2004                       | "Pride"              | 30      | New Found Power |
| "—" não chegou às tabelas. |                      |         |                 |